# Marian Frankowski
Marian Frankowski (ur. 7 kwietnia 1928 w Poznaniu, zm. 15 marca 2004 tamże) – polski dyrygent, aranżer, kompozytor i działacz muzyczny.

## Życiorys
Po zakończeniu II wojny światowej rozpoczął grę w orkiestrze harcerskiej X Hufca Wilków Morskich w Poznaniu (1945-1948). Ukończył średnią szkołę muzyczną oraz poznańską Akademię Muzyczną (klasa tuby i puzonu, a następnie Wydział Pedagogiczny – dyplom w 1964). Od 1952 prowadził następujące zespoły: 
- przy PGR w Czempiniu,
- Młodzieżową Orkiestrę Dętą przy Technikum Budowy Taboru Kolejowego,
- Big-Band „Błękitne Wirusy” przy Związku Zawodowym Pracowników Służby Zdrowia w Poznaniu,
- „Ogrodniczki” przy Kombinacie PGR Owińska[2].

Od 1956 do 1964 był puzonistą w Państwowej Operetce w Poznaniu pod dyrekcją Stanisława Renza. W latach 1961–1993 wykładał w Zespole Szkół Muzycznych Nr 2 w Poznaniu (gra na puzonie, barytonie i tubie, przedmioty teoretyczne, prowadzenie zespołów muzycznych, kierownictwo big-bandu szkolnego).
Założył orkiestrę młodzieżową Parada przy Pałacu Kultury w Poznaniu. Był następnie kierownikiem artystycznym tego zespołu. Od 1 lutego 1968 prowadził orkiestrę zakładową MPK Poznań. Był zarówno jej dyrygentem, jak i kierownikiem artystycznym. Zdobył z nią różne nagrody i odznaczenia, m.in. I miejsce na Ogólnopolskich Przeglądach Orkiestr w Opolu i Poznaniu, Złoty Róg (pięciokrotnie) i Biały Buńczuk (dwukrotnie). Koncertował w Niemczech, Czechosłowacji, na Węgrzech, we Włoszech oraz w innych krajach. Kierował orkiestrą również po jej przekształceniu w Orkiestrę Miasta Poznania (do 30 września 2002, zrezygnował z powodu choroby). Nagrał z nią dwie płyty.
Był autorem ponad czterystu własnych opracowań muzycznych i aranżacji.
Odznaczono go m.in. Krzyżem Kawalerskim Orderu Odrodzenia Polski i wyróżnieniem „Za zasługi dla MPK w Poznaniu”.
Został pochowany 18 marca 2004 na cmentarzu Górczyńskim (kw. IVP, rz. 12, m. 48).